# دیانا نامی
دیانا نامی یک فعال ایرانی کرد و انگلیسی است. او در سال ۲۰۱۴ به‌عنوان یکی از ۱۰۰ زن بی‌بی‌سی شناخته شد. دیانا نامی سازمان حقوق زنان ایرانی و کرد را در سال ۲۰۰۲ م بنیان‌گذاری کرده‌است. دیانا توانسته‌است شمار زیادی جایزهٔ مهم بگیرد؛ همانند جایزهٔ ویژهٔ «ژوری زنان در جنبش» که در سال ۲۰۱۴ توسط سازمان حقوق مهاجران و کمیساریای عالی ملل متحد برای پناهندگان ایجاد شد، جایزهٔ «شجاعت زنان» از کمیسیون پناهندگان زنان در نیویورک در سال ۲۰۱۵ و دکترای افتخاری از دانشگاه اسکس انگلستان در سال ۲۰۱۶. دیانا برای هدف داشتن جهانی بهتر برای زنان کوشیده‌است.

## زندگی شخصی
دیانا نامی در سال ۱۹۶۴ در دهکده‌ای قرار گرفته در کردستان ایران زاده شد. او مبارزه برای دستیابی به حقوقش را از سال‌های نخستین در نوجوانی‌اش، از پدرش آموخت. نامی پیوندی ویژه با پدرش داشته‌است. در آموزشگاهی شبانه‌روزی در سنندج ایران، هنگامی که ۱۴ سال داشت، در برابر آموزگار تندخویی که به او نسبت بی بند و باری زده بود، از خود به‌شدت دفاع کرده بود. در رخدادهای انقلاب نیز دیانا گروه‌هایی را ساخت تا برای مخالفت با آموزش مسائل مذهبی و برای برابری و حقوق بشر، به مبارزه بپردازد. کمی پس از این که نظام جدید به کردستان یورش برد، او به گروه پیشمرگان پیوست. با همه مشکلات، دیانا در کردستان ایران ماند تا آن هنگام که سرکوب و یورش‌های جمهوری اسلامی او را مجبور به این کردند که به عراق و سپس به ترکیه برود؛ در هنگامی که دختر نوزادش را به همراه خود داشت. در دورانی که در ترکیه بود، تصمیم گرفت که به انگلستان برود. دیانا در این باره جایی گفته‌است که «باید به دخترم شانس و امکانی می‌دادم که دنیای دیگری را بشناسد و در آن زندگی کند».